# Guo Tianqian
Guo Tianqian (née le 1er juin 1995) est une athlète chinoise, spécialiste du lancer du poids.

## Biographie
Vainqueur des championnats du monde cadets 2011 à Villeneuve-d'Ascq en France, elle remporte le titre du 5 000 mètres lors des championnats du monde juniors 2014 d'Eugene, aux États-Unis, avec la marque de 17,71 m.
Elle bat son record personnel à Wuhan en 18,59 m pour y remporter le titre de championne d'Asie.

## Palmarès
| Date | Compétition                   | Lieu              | Résultat | Marque  |
| ---- | ----------------------------- | ----------------- | -------- | ------- |
| 2011 | Championnats du monde cadets  | Villeneuve-d'Ascq | 1re      | 15,24 m |
| 2014 | Championnats du monde juniors | Eugene            | 1re      | 17,71 m |
| 2014 | Jeux asiatiques               | Incheon           | 3e       | 17,52 m |
| 2015 | Championnats d'Asie           | Wuhan             | 1re      | 18,59 m |
| 2016 | Championnats d'Asie en salle  | Doha              | 2e       | 17,44 m |
| 2017 | Championnats d'Asie           | Bhubaneswar       | 2e       | 17,91 m |

## Records
| Épreuve         | Performance | Lieu  | Date        |
| --------------- | ----------- | ----- | ----------- |
| Lancer du poids | 18,59 m     | Wuhan | 7 juin 2015 |